# Barok
Cet article possède un paronyme, voir Baroque.
Le barok (ou kanalu, ou kanapit ou kolube ou komalu ou kulubi) est une des langues de Nouvelle-Irlande, parlée par 2 120 locuteurs (1985) en Nouvelle-Irlande, 15 villages côtiers. On distingue deux dialectes, l'usen et le barok. 